# Ysaline Bonaventure
Ysaline Bonaventure, née le 29 août 1994 à Rocourt est une joueuse de tennis belge, professionnelle de 2012 à 2025.
En double, elle remporte deux titres sur le circuit WTA. En simple, elle atteint le top 100 au classement WTA pour la première fois de sa carrière à 28 ans, en novembre 2022. Elle possède de nombreux titres sur le circuit secondaire, tant en simple qu'en double.

## Carrière sportive
Elle a remporté 12 titres en simple et 14 en double sur le circuit ITF.
En février 2015, pour sa première participation à un tournoi WTA en double avec la Suédoise Rebecca Peterson, elle s'impose à la surprise générale. En finale, elles sont opposées aux tenantes du titre Irina-Camelia Begu et María Irigoyen qui abandonnent après 3 jeux.
Elle remporte un second titre en double en avril 2015 avec la Néerlandaise Demi Schuurs à l'Open de Katowice et se classe pour la première fois dans le top 100 de la discipline.
En 2019, elle se qualifie pour la première fois pour le tableau principal d'un tournoi du Grand Chelem en simple à l'Open d'Australie où elle est battue par Sachia Vickery. La semaine suivante, elle se qualifie pour son premier tournoi Premier à Saint-Pétersbourg où elle bat la 38e mondiale Kateřina Siniaková.
En octobre 2022, après un quart de finale au tournoi WTA 250 de Tallinn, une finale au tournoi ITF de Hambourg et une demi-finale au tournoi ITF de Poitiers, elle fait pour la première fois son entrée dans le top 100 du classement WTA en simple.
En janvier 2023, après être entrée dans le top 100 au classement mondial, elle dispute sa première demi-finale sur le circuit principal au tournoi WTA 250 d'Auckland.
Elle joue avec l'équipe de Belgique de Fed Cup depuis 2012.
Elle met un terme, à 30 ans, à sa carrière professionnelle en mars 2025 à la suite de problèmes physiques, notamment aux genoux.

## Carrière politique
À l'occasion des élections législatives de juin et communales d'octobre 2024, elle est candidate dans les rangs du Mouvement Réformateur. Elle n'est pas élue en juin 2024.

## Palmarès

### Titres en double dames
| No | Date       | Nom et lieu du tournoi           | Catégorie | Dotation  | Surface      | Partenaire       | Finalistes                        | Score            |          |
| -- | ---------- | -------------------------------- | --------- | --------- | ------------ | ---------------- | --------------------------------- | ---------------- | -------- |
| 1  | 16-02-2015 | Rio Open by Claro Rio de Janeiro | Intern'l  | 250 000 $ | Terre (ext.) | Rebecca Peterson | Irina-Camelia Begu María Irigoyen | 3-0, ab.         | Parcours |
| 2  | 06-04-2015 | Katowice Open Katowice           | Intern'l  | 250 000 $ | Dur (int.)   | Demi Schuurs     | Gioia Barbieri Karin Knapp        | 7-5, 4-6, [10-6] | Parcours |

### Finale en double dames
Aucune

## Palmarès ITF

### Titres en simple
| #   | Date              | Tournoi                     | Surface         | Dotation | Adversaire                  | Score     |
| --- | ----------------- | --------------------------- | --------------- | -------- | --------------------------- | --------- |
| 1.  | 12 juin 2012      | Meppel, Pays-Bas            | Terre           | $10,000  | Julia Kimmelmann            | 6-2, 6-4  |
| 2.  | 24 juillet 2012   | Maaseik, Belgique           | Terre           | $10,000  | Natalia Orlova              | 6-2, 6-1  |
| 3.  | 6 mai 2013        | Båstad, Suède               | Terre           | $10,000  | Ellen Allgurin              | 6-1, 6-2  |
| 4.  | 11 juin 2013      | Amstelveen, Pays-Bas        | Terre           | $10,000  | Cindy Burger                | 6-4, 6-2  |
| 5.  | 24 juin 2014      | Kristinehamn, Suède         | Terre           | $25,000  | Marina Melnikova            | 6-3, 6-3  |
| 6.  | 20 juillet 2015   | Darmstadt, Allemagne        | Terre           | $25,000  | Dalila Jakupović            | 6-3, 7-64 |
| 7.  | 22 septembre 2015 | Monterrey, Mexique          | Dur             | $50,000  | Montserrat González         | 6-1, 6-2  |
| 8.  | 15 février 2016   | Altenkirchen, Allemagne     | Moquette (int.) | $25,000  | Arantxa Rus                 | 6-3, 6-3  |
| 9.  | 24 avril 2017     | Antalya, Turquie            | Terre           | $15,000  | Yuuki Tanaka                | 6-4, 6-2  |
| 10. | 30 octobre 2017   | Toronto, Canada             | Dur (int.)      | $60,000  | Patty Schnyder              | 7-63, 6-3 |
| 11. | 27 janvier 2020   | Andrézieux-Bouthéon, France | Dur (int.)      | $60,000  | Arantxa Rus                 | 6-4, 7-63 |
| 12. | 3 janvier 2022    | Bendigo, Australie          | Dur             | $60,000  | Victoria Jiménez Kasintseva | 6-3, 6-1  |

### Finales en simple
| #   | Date             | Tournoi                     | Surface      | Dotation | Adversaire          | Score         |
| --- | ---------------- | --------------------------- | ------------ | -------- | ------------------- | ------------- |
| 1.  | 12 mars 2012     | Amiens, France              | Terre (int.) | $10,000  | Isabella Shinikova  | 3-6, 6-0, 3-6 |
| 2.  | 26 mars 2012     | Le Havre, France            | Terre (int.) | $10,000  | Myrtille Georges    | 7-5, 5-7, 0-6 |
| 3.  | 16 juillet 2012  | Knokke, Belgique            | Terre        | $10,000  | Jessica Moore       | 1-6, 64-7     |
| 4.  | 25 février 2013  | Bron, France                | Dur (int.)   | $10,000  | Maryna Zanevska     | 2-6, 1-6      |
| 5.  | 4 septembre 2013 | Berlin, Allemagne           | Terre        | $15,000  | Diana Šumová        | 3-6, 5-7      |
| 6.  | 20 janvier 2014  | Andrézieux-Bouthéon, France | Dur (int.)   | $25,000  | Timea Bacsinszky    | 1-6, 1-6      |
| 7.  | 12 août 2014     | Westende, Belgique          | Dur          | $25,000  | Sara Sorribes Tormo | 2-6, 0-6      |
| 8.  | 14 octobre 2014  | Florence, États-Unis        | Dur          | $25,000  | Catherine Bellis    | 2-6, 1-6      |
| 9.  | 17 juillet 2017  | Astana, Kazakhstan          | Dur          | $100,000 | Zhang Shuai         | 3-6, 4-6      |
| 10. | 16 octobre 2017  | Florence, États-Unis        | Dur          | $25,000  | Taylor Townsend     | 1-6, 5-7      |
| 11. | 4 juillet 2022   | Versmold, Allemagne         | Terre        | $100,000 | Linda Nosková       | 1-6, 3-6      |
| 12. | 17 octobre 2022  | Hambourg, Allemagne         | Dur (int.)   | $60,000  | Rebeka Masarova     | 4-6, 3-6      |

### Titres en double
| #   | Date              | Tournoi                     | Surface         | Dotation | Partenaire                 | Adversaire                                 | Score            |
| --- | ----------------- | --------------------------- | --------------- | -------- | -------------------------- | ------------------------------------------ | ---------------- |
| 1.  | 12 juin 2012      | Meppel, Pays-Bas            | Terre           | $10,000  | Nicolette Van Uitert       | Marrit Boonstra Vivian Heisen              | 6-1, 4-6, [10-7] |
| 2.  | 26 juin 2012      | Bréda, Pays-Bas             | Terre           | $10,000  | Isabella Shinikova         | Carolin Daniels Xenia Knoll                | 6-4, 7-65        |
| 3.  | 4 septembre 2013  | Berlin, Allemagne           | Terre           | $15,000  | Cornelia Lister            | Lenka Kunčíková Karolína Stuchlá           | 6-4, 3-6, [10-5] |
| 4.  | 4 août 2014       | Coxyde, Belgique            | Terre           | $25,000  | Richèl Hogenkamp           | Bernarda Pera Demi Schuurs                 | 6-4, 6-4         |
| 5.  | 12 août 2014      | Westende, Belgique          | Dur             | $25,000  | Elise Mertens              | Marina Melnikova Evgeniya Rodina           | 6-2, 6-2         |
| 6.  | 20 octobre 2014   | Saguenay, Canada            | Dur (int.)      | $50,000  | Nicola Slater              | Sonja Molnar Caitlin Whoriskey             | 6-4, 6-4         |
| 7.  | 2 mars 2015       | Curitiba, Brésil            | Terre           | $25,000  | Rebecca Peterson           | Beatriz García Vidagany Florencia Molinero | 4-6, 6-3, [10-5] |
| 8.  | 22 septembre 2015 | Monterrey, Mexique          | Dur             | $50,000  | Elise Mertens              | Marina Melnikova Mandy Minella             | 6-4, 3-6, [11-9] |
| 9.  | 29 septembre 2015 | Victoria, Mexique           | Dur             | $50,000  | Elise Mertens              | María Irigoyen Barbora Krejčíková          | 6-4, 4-6, [10-6] |
| 10. | 15 février 2016   | Altenkirchen, Allemagne     | Moquette (int.) | $25,000  | Xenia Knoll                | Deniz Khazaniuk Maria Marfutina            | 6-1, 6-4         |
| 11. | 11 septembre 2017 | Batoumi, Géorgie            | Dur             | $25,000  | Viktória Kužmová           | Tatia Mikadze Sofia Shapatava              | 6-1, 6-3         |
| 12. | 22 janvier 2018   | Andrézieux-Bouthéon, France | Dur (int.)      | $60,000  | Bibiane Schoofs            | Camilla Rosatello Kimberley Zimmermann     | 4-6, 7-5, [10-7] |
| 13. | 31 janvier 2018   | Glasgow, Royaume-Uni        | Dur (int.)      | $25,000  | Valentíni Grammatikopoúlou | Dalma Gálfi Katarzyna Piter                | 7-5, 6-4         |
| 14. | 13 septembre 2021 | Valence, Espagne            | Terre battue    | $80,000  | Ekaterine Gorgodze         | Ángela Fita Boluda Oksana Selekhmeteva     | 6-2, 2-6, [10-6] |

### Finales en double
| #  | Date              | Tournoi             | Surface    | Dotation | Partenaire         | Adversaire                             | Score             |
| -- | ----------------- | ------------------- | ---------- | -------- | ------------------ | -------------------------------------- | ----------------- |
| 1. | 6 mai 2013        | Båstad, Suède       | Terre      | $10,000  | Maria Mokh         | Cindy Burger Milana Špremo             | 1-6, 4-6          |
| 2. | 10 juin 2014      | Essen, Allemagne    | Terre      | $25,000  | Elitsa Kostova     | Kristina Barrois Tatjana Maria         | 2-6, 2-6          |
| 3. | 24 juin 2014      | Kristinehamn, Suède | Terre      | $25,000  | Sandra Zaniewska   | Kateryna Bondarenko Cornelia Lister    | Forfait           |
| 4. | 17 avril 2017     | Antalya, Turquie    | Terre      | $15,000  | Marie Benoit       | Emma Laine Yuuki Tanaka                | 6-3, 1-6, [4-10]  |
| 5. | 17 juillet 2017   | Antalya, Kazakhstan | Dur        | $100,000 | Naomi Broady       | Natela Dzalamidze Veronika Kudermetova | 2-6, 0-6          |
| 6. | 30 octobre 2017   | Toronto, Canada     | Dur (int.) | $60,000  | Victoria Rodríguez | Alexa Guarachi Erin Routliffe          | 64-7, 6-3, [4-10] |
| 7. | 10 septembre 2018 | Biarritz, France    | Terre      | $80,000  | Hélène Scholsen    | Irina Maria Bara Valentyna Ivakhnenko  | 4-6, 1-6          |

## Parcours en Grand Chelem

### En simple
| Année | Open d'Australie | Open d'Australie      | Internationaux de France | Internationaux de France | Wimbledon       | Wimbledon            | US Open        | US Open         |
| ----- | ---------------- | --------------------- | ------------------------ | ------------------------ | --------------- | -------------------- | -------------- | --------------- |
| 2015  | Q1               | Denisa Allertová      | Q1                       | Ons Jabeur               | Q1              | M. Larcher de Brito  | Q3             | Anna Tatishvili |
| 2016  | Q2               | Kristýna Plíšková     | Q2                       | Grace Min                | Q1              | Jessica Pegula       | Q2             | Ana Bogdan      |
| 2017  | —                | —                     | —                        | —                        | —               | —                    | Q1             | Patty Schnyder  |
| 2018  | Q2               | Ivana Jorović         | Q3                       | Rebecca Peterson         | Q2              | Sofya Zhuk           | Q2             | Jamie Loeb      |
| 2019  | 1er tour (1/64)  | Sachia Vickery        | Q1                       | Antonia Lottner          | 1er tour (1/64) | Veronika Kudermetova | Q1             | Ankita Raina    |
| 2020  | Q2               | Martina Trevisan      | —                        | —                        | Annulé          | Annulé               | 2e tour (1/32) | Alizé Cornet    |
| 2021  | 1er tour (1/64)  | Tímea Babos           | Q1                       | Monica Niculescu         | Q2              | Beatriz Haddad Maia  | Q2             | Rebecca Marino  |
| 2022  | Q2               | Arianne Hartono       | 1er tour (1/64)          | Bianca Andreescu         | Q2              | Catherine Harrison   | Q2             | Moyuka Uchijima |
| 2023  | 1er tour (1/64)  | Ekaterina Alexandrova | 1er tour (1/64)          | Anna Blinkova            | 1er tour (1/64) | Bai Zhuoxuan         | —              | —               |
| 2024  | Q2               | Katherine Sebov       | —                        | —                        | —               | —                    | Q1             | Rebecca Marino  |
| 2025  | Q1               | Brenda Fruhvirtová    |                          |                          |                 |                      |                |                 |

N.B. : à droite du résultat se trouve le nom de l'ultime adversaire.

### En double dames
| Année | Open d'Australie                                                                      | Open d'Australie | Internationaux de France                                                               | Internationaux de France                                                          | Wimbledon                                                                      | Wimbledon | US Open | US Open |
| ----- | ------------------------------------------------------------------------------------- | ---------------- | -------------------------------------------------------------------------------------- | --------------------------------------------------------------------------------- | ------------------------------------------------------------------------------ | --------- | ------- | ------- |
| 2015  | —                                                                                     | —                | 2e tour (1/16) A. K. Schmiedlová \|\| style="text-align:left;" \| Chan H.-c. A. Medina | 1er tour (1/32) K. Marosi \|\| style="text-align:left;" \| M. Gasparyan A. Panova | —                                                                              | —         |         |         |
| 2016  | 2e tour (1/16) R. Olaru \|\| style="text-align:left;" \| A. Pavlyuchenkova E. Vesnina | —                | —                                                                                      | —                                                                                 | —                                                                              | —         | —       |         |
|       |                                                                                       |                  |                                                                                        |                                                                                   |                                                                                |           |         |         |
| 2018  | —                                                                                     | —                | —                                                                                      | —                                                                                 | 1er tour (1/32) B. Schoofs \|\| style="text-align:left;" \| Chan H.-c. Yang Z. | —         | —       |         |
|       |                                                                                       |                  |                                                                                        |                                                                                   |                                                                                |           |         |         |
| 2023  | —                                                                                     | —                | 2e tour (1/16) P. Udvardy \|\| style="text-align:left;" \| Xu Y. Yang Z.               | 1er tour (1/32) M. Zanevska \|\| style="text-align:left;" \| Wu F.-h. Zhu L.      | —                                                                              | —         |         |         |

N.B. : le nom de la partenaire se trouve sous le résultat ; les noms des ultimes adversaires se trouvent à droite.

## Parcours en «Premier» et WTA 1000
Les tournois WTA « Premier Mandatory » et « Premier 5 » (entre 2009 et 2020) et WTA 1000 (à partir de 2021) constituent les catégories d'épreuves les plus prestigieuses, après les quatre levées du Chelem.

### En simple dames
| Année |       |                |       |                             |      |        |                             |       |             |       |  |  |
| Doha  | Dubaï | Indian Wells   | Miami | Madrid                      | Rome | Canada | Cincinnati                  | Pékin |             | Wuhan |  |  |
| Doha  | Dubaï | Indian Wells   | Miami | Madrid                      | Rome | Canada | Cincinnati                  | Pékin | Guadalajara |       |  |  |
| Doha  | Dubaï | Indian Wells   | Miami | Madrid                      | Rome | Canada | Cincinnati                  | Pékin |             |       |  |  |
| 2019  |       | Hors catégorie |       | 3e tour (1/16) Ka. Plíšková |      |        |                             |       |             |       |  |  |
|       |       | WTA 1000       |       |                             |      |        |                             |       |             |       |  |  |
| 2023  |       | Hors catégorie |       | 1er tour (1/64) V. Gracheva |      |        | 1er tour (1/64) T. Townsend |       |             |       |  |  |

Sous le résultat, l’ultime adversaire.
1. 1 2   Les tournois de Doha et Dubaï alternent le statut de tournoi WTA 1000 (ex Premier 5) entre 2009 et 2023 : les trois premières éditions ont lieu à Dubaï, les trois suivantes à Doha, puis Dubaï accueille le tournoi de cette catégorie les années impaires et Dubaï les années paires. De 2011 à 2023, la ville qui n’accueille pas de WTA 1000 organise à la place un tournoi WTA 500 (ex Premier).
2. 1 2 3 4 5 6 7   L’ordre de déroulement des tournois a évolué depuis 2009 : Rome se dispute avant Madrid et Cincinnati avant Montréal/Toronto jusqu’en 2010, tandis que Tokyo/Wuhan/Guadalajara ont lieu avant Pékin jusqu’en 2023.

## Parcours en Fed Cup
| #                                                                 | Date       | Lieu     | Surface      | Gagnante(s)                           | Perdante(s)                             | Score            |          |
|                                                                   |            |          |              |                                       |                                         |                  |          |
| 2012 - Barrage (groupe mondial I) - Japon - Belgique - 4 : 1      |            |          |              |                                       |                                         |                  |          |
| 1                                                                 | 21/04/2012 | Tokyo    | Dur (int.)   | Kimiko Date-Krumm Rika Fujiwara       | Ysaline Bonaventure Alison Van Uytvanck | 6-2, 6-4         | Parcours |
|                                                                   |            |          |              |                                       |                                         |                  |          |
| 2013 - 1er tour (groupe mondial II) - Suisse - Belgique - 4 : 1   |            |          |              |                                       |                                         |                  |          |
| 2                                                                 | 09/02/2013 | Berne    | Terre (int.) | Timea Bacsinszky Amra Sadiković       | Ysaline Bonaventure Alison Van Uytvanck | 6-4, 6-4         | Parcours |
|                                                                   |            |          |              |                                       |                                         |                  |          |
| 2013 - Barrage (groupe mondial II) - Belgique - Pologne - 1 : 4   |            |          |              |                                       |                                         |                  |          |
| 3                                                                 | 20/04/2013 | Coxyde   | Dur (int.)   | Katarzyna Piter Alicja Rosolska       | Ysaline Bonaventure An-Sophie Mestach   | 6-3, 4-6, [10-7] | Parcours |
|                                                                   |            |          |              |                                       |                                         |                  |          |
| 2016 - Barrage (groupe mondial II) - Serbie - Belgique - 2 : 3    |            |          |              |                                       |                                         |                  |          |
| 4                                                                 | 16/04/2016 | Belgrade | Terre (int.) | Jovana Jakšić Nina Stojanović         | Ysaline Bonaventure An-Sophie Mestach   | 4-6, 6-0, [10-5] | Parcours |
|                                                                   |            |          |              |                                       |                                         |                  |          |
| 2019 - 1/4 de finale (groupe mondial) - Belgique - France - 1 : 3 |            |          |              |                                       |                                         |                  |          |
| 5                                                                 | 09/02/2019 | Liège    | Dur (int.)   | Ysaline Bonaventure Kirsten Flipkens  | Fiona Ferro Pauline Parmentier          | 6-3, 3-6, [10-6] | Parcours |
|                                                                   |            |          |              |                                       |                                         |                  |          |
| 2019 - Barrage (groupe mondial I) - Belgique - Espagne - 2 : 3    |            |          |              |                                       |                                         |                  |          |
| 6                                                                 | 20/04/2019 | Courtrai | Dur (int.)   | Ysaline Bonaventure                   | Garbiñe Muguruza                        | 6-4, 0-6, 6-4    | Parcours |
| 6                                                                 | 20/04/2019 | Courtrai | Dur (int.)   | Garbiñe Muguruza Carla Suárez Navarro | Ysaline Bonaventure Kirsten Flipkens    | 7-64, 2-6, 6-2   | Parcours |

## Classements WTA en fin de saison
| Année          | 2011 | 2012 | 2013 | 2014 | 2015 | 2016 | 2017 | 2018 | 2019 | 2020 | 2021 | 2022 | 2023 | 2024 |
| Rang en simple | 1108 | 416  | 321  | 194  | 156  | 232  | 181  | 150  | 114  | 122  | 228  | 96   | 191  | 933  |
| Rang en double | –    | 639  | 391  | 181  | 64   | 171  | 234  | 116  | 532  | 569  | 401  | 299  | 475  | –    |

Source : (en) Classements de Ysaline Bonaventure sur le site officiel de la Fédération internationale de tennis

## Distinctions
- Citoyenne d'honneur de Liège (2019)[9]